# موسيقى شعبية برازيلية

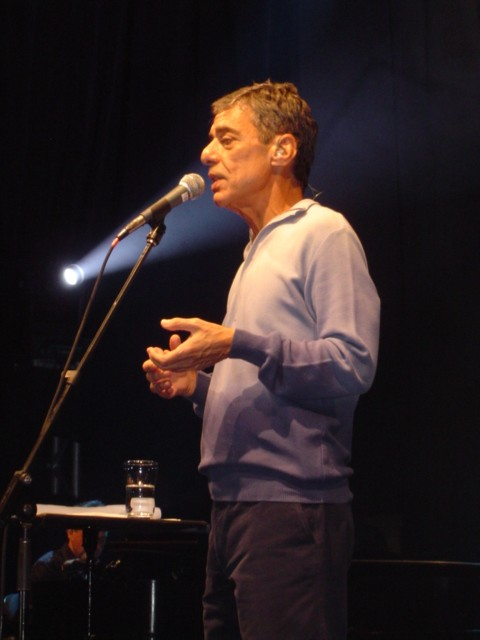
شيكو بواهكي هو مغن مؤلف أميپابا مشهور.

موسيقى شعبية برازيلية Música popular brasileira (تلفظ برتغالي: ‎/ˈmuzikɐ popuˈlaʁ bɾaziˈlejɾɐ/‏) وتعرف أيضا باسم أميپابا (MPB) هي نوع من موسيقى ما بعد البوسانوفا في البرازيل يعيد النظر إلى أساليب الموسيقى البرازيلية التقليدية مثل السامبا وسامباكانساو وباياو وأنواع أخرى من الموسيقى البرازيلية الإقليمية، ويدمج تلك الأساليب بتأثيرات دولية مثل الجاز والروك.